# Henri Lecomte
Ne doit pas être confondu avec Henri Leconte.
Henri Lecomte, né le 13 janvier 1938 à Lambézellec dans le Finistère et mort le 21 juin 2018 dans le 12e arrondissement de Paris,, est un ethnomusicologue français.
Chercheur associé à l'Institut national des langues et civilisations orientales (INALCO - CRREA) depuis 1990, il est aussi membre associé du Séminaire d’études ethnomusicologiques de Paris-Sorbonne Paris-IV depuis 1992. Il a étudié l'ethnomusicologie à l'École pratique des hautes études avec Claudie Marcel-Dubois en 1971.

## Biographie
Animateur, il a fondé en 1978, l'association Musiques des peuples du monde qui présente, en milieu scolaire et professionnel — France métropolitaine, Réunion, île Maurice - une collection personnelle de 250 instruments de musique des cinq continents (cette collection intègre le fonds du musée d'Angoulême en 2017) et est cofondateur d'une école nomade chez les Evenks de la taïga sibérienne en 2004.
Musicien, il étudie la flûte japonaise shakuhachi, avec différents maîtres de l’école Kinko depuis 1981.
Il est l'auteur (collecteur) d'une Anthologie des musiques sibériennes (actuellement 11 CD), pour laquelle il a bénéficié d'une bourse de recherche du ministère de la Culture en 1996.
Ses voyages et collectages en Sibérie ainsi que la parution de son dernier ouvrage Les esprits écoutent. Musiques des peuples autochtones de Sibérie, ont donné lieu en mars 2015 à une émission sur France Musique (Carnet de voyage) Chamanisme en Sibérie : Les esprits écoutent.
Il reçoit In Memoriam un Coup de Cœur Musiques du Monde 2019 de l’Académie Charles Cros le mercredi 20 mars 2019 à Portes-lès-Valence, dans le cadre du Festival « Aah ! Les Déferlantes ! ».

## Publications

### Livres
- Guide des meilleures musiques du monde en CD, Paris, Bleu Nuit, 2001, 192 p. (ISBN 2-913575-01-3).
- Les esprits écoutent : musiques des peuples autochtones de Sibérie, Sampzon, Delatour, 2012, 191 p. (ISBN 978-2-7521-0131-0).
- Avec Gérald Arnaud : Musiques de toutes les Afriques, Paris, Fayard, 2006, 671 p. (ISBN 2-213-62549-2).

### Articles

#### Dans lesCahiers d’ethnomusicologie
- Le pèlerinage aux sources. Mohammad Reza Shadjarian au Tadjikistan, 1991, no 4, p. 247-253 Lire en ligne.
- Musique à la croisée des cultures. Échos de la Genève internationale, 1995, no 8, p. 247-248Lire en ligne.
- À la recherche de l’authenticité perdue, 1996, no 9, p. 115-129 Lire en ligne.
- Lucie Rault, Musiques de la tradition chinoise, 2001, no 14, p. 321-324 Lire en ligne.
- Une réédition des archives de Hugh Tracey, pionnier des enregistrements de terrain en Afrique, 2004, no 17, p. 370-373 Lire en ligne.
- Une réédition de musique japonaise, 2003, no 16, p. 253-256 Lire en ligne.
- Approches autochtones du chamanisme sibérien au début du XXIe siècle, 2006, no 19, p. 37-52Lire en ligne.
- Anthologie de la musique congolaise (RDC), 2009, no 22, p. 295-299 Lire en ligne.
- Maroc en musiques, 2011, no 24, p. 295-297 Lire en ligne.
- German & Claudia Khatylaev : Arctic Spirit. Music from the Siberian North – Sakha People, 2012, no 25, p. 288-290 Lire en ligne.
- The Heart of Qin in Hong Kong, 2012, no 25, p. 307-309 Lire en ligne.
- Marc Loopuyt. Les pérégrinations d’un musicien inspiré (entretien avec Marc Loopuyt), 2012, no 15, p. 155-168] Lire en ligne.
- Chine. Tsar Teh-yun, maître du qin, 2015, no 28, p. 283-284 Lire en ligne.

#### Autres revues
Henri Lecomte a publié des articles dans d'autres revues et périodiques, notamment : Autrement, Cité musiques : journal de la Cité de la musique, Connaissance des religions, Culture coréenne, Diapason, Géo, Internationale de l’imaginaire, Jazz Hot, Le Monde de la Musique, Libération, Mondomix papier, Sax Magazine, Trad magazine : le monde des musiques & danses traditionnelles.

### Ouvrages collectifs
- Un monde de musiques. Introduction aux musiques traditionnelles, Colophon éditions, 2007[9].
- Lexique des musiques d’Asie orientale (Chine, Corée, Japon, Vietnam), Paris, You-Feng, 2006, 192 p.  (ISBN 2-84279-243-2).
- Une discographie sélective et critique In Musiques, une encyclopédie pour le XXIe siècle (vol. 3) sous la dir. de Jean-Jacques Nattiez. Actes-Sud (2005)[10].
- Musique et chamanisme dans le Nord et l'Extrême-Orient sibériens In Les spectacles des autres. Questions d'ethnoscénologie II. Internationale de l'imaginaire no 15 Actes Sud (2001)[11].
- Pourquoi (et comment) collecter les musiques de l'Autre ? In Musiques du monde, produits de consommation ? Colophon éditions (2000)[12].
- Le cinéma, le documentaire et la vidéo communautaire In Les musiques du monde en question. Internationale de l'imaginaire no 11. Actes Sud (1999) p. 225[13].

### Production, réalisation et conseil artistique

#### Documentaires musicaux
- Mexique, les troubadours de la révolution, Zaradoc Films, ADAV (2001)[14].
- Musiques du cœur de l'Arabie, Yémen, Les Films du village (2000)[15],[16].
- Ali Farka Touré. Ça coule de source, Mali, Zaradoc Films (1999)[17] (Golden Gate Award Winner, San Francisco International Film Festival en 2001).
- Le Paris secret des musiques du monde, Paris Première (1998)[18].
- Nahawa Doumbia. Le retour aux sources, Mali, La cinquième (1997)[19].
- Musiques de Mongolie, Arte (1993)[20].

#### Collectage et direction artistique de CD musicaux

##### Albums
Collectage de musiques du monde, direction artistique et rédaction de livrets de CD distingués : Géo (Sélection de l’année), Libération (Guide sélection), Le Monde (sélection CD en fête), Le Monde de la musique (« Choc »), Diapason (« Diapason d'or »), Répertoire (« Recommandé »), The Rough Guide of World Music (« Star Disc »), Télérama (« ffff »), Trad Magazine (« Bravos !!! »).
| Titre                                                   | Interprète                                         | Année     | Éditeur         |
| ------------------------------------------------------- | -------------------------------------------------- | --------- | --------------- |
| La voix de la passion                                   | Waed Bouhassoum (luth et chant)                    | 2016      | Buda Musique    |
| L'âme du luth                                           | Waed Bouhassoum (luth et chant)                    | 2014      | Buda Musique    |
| Djelimousso                                             | Mah Damba                                          | 2005      | Buda Musique    |
| Le chant de la terre et des étoiles                     | Luzmila Carpio                                     | 2003      | Accords Croisés |
| Chant courtois                                          | Etsuko Chida (koto)                                | 2002      | Buda Musique    |
| Musiques du cœur de l'Arabie                            | Yémen                                              | 2002      | Buda Musique    |
| Gnawa de Mostaganem                                     | Rituels de la Layla et du Moussem                  | 2000      | Iris Music      |
| The spirit of dusk                                      | Yoshikazu Iwamoto (flûte shakuhachi)               | 1999      | Buda Musique    |
| Turquie, musique instrumentale d'Anatolie               | Musa Eroğlu - Arif Sağ                             | 1995      | Buda Musique    |
| L'esprit du vent                                        | Yoshikazu Iwamoto (flûte shakuhachi)               | 1995      | Buda Musique    |
| Un Troubadour de Constantine : l'Arbre des Modes Vol. 1 | Salim Fergani (oud)                                | 1997      | Buda Musique    |
| Les orients du luth Vol. 2 Les orients du luth Vol. 1   | Marc Loopuyt (luth) Adel Shams El Din (percussion) | 1997 1993 | Buda Musique    |
| Maroc: Musiques de la Haute Montagne                    | Ahmed Ben Aïssa (flûte)                            | 1993      | Buda Musique    |
| L'esprit du silence                                     | Yoshikazu Iwamoto (flûte shakuhachi)               | 1993      | Buda Musique    |

##### 11 CD consacrés aux musiques des peuples autochtones de Sibérie
Éditions Buda Musique, Grand Prix de l'Académie Charles Cros (1995), coup de cœur de l'Académie Charles Cros (2010).
| Album        | Titre | Année |
| ------------ | --- | ----- |
| Sibérie 1    | Nganasan, Chants chamaniques                                                                                              | 1991  |
| Sibérie 2    | Yakoutie : Épopées et improvisations                                                                                      | 1994  |
| Sibérie 3    | Kolyma, Čukč, Even, Jukaghir : Chants de nature et d'animaux                                                              | 1995  |
| Sibérie 4    | Kamtchatka : Korjak, Tambours de danse de l’Extrême-Orient Sibérien                                                       | 2000  |
| Sibérie 5    | Nanaj, Oroč, Udēgē, Ulč, Chants chamaniques et quotidiens du bassin de l’Amour                                            | 1997  |
| Sibérie 6    | Sakhaline : Nivkh, Ujl’Ta, Musique vocale et instrumentale                                                                | 2006  |
| Sibérie 7    | Nenec, Sel’kup, Voix du Finistère arctique                                                                                | 1997  |
| Sibérie 8    | Evenk, Chants rituels des nomades de la Taïga                                                                             | 2003  |
| Sibérie 9    | Buryat, Rites, fêtes et danses autour du lac Baïkal                                                                       | 2005  |
| Sibérie 10   | Altaï, Le Chant des Montagnes d’or                                                                                        | 2009  |
| Sibérie 11   | Khanty – Mansi, Chants de l’ours, harpes et lyres des rives de l’Ob                                                       | 2012  |
| Sibérie 2 CD | Les esprits écoutent. Musiques des peuples autochtones de Sibérie (18 peuples de Sibérie, enregistrés entre 1992 et 2011) | 2014  |

##### Rééditions
Directeur artistique de rééditions d’archives musicales : Corée, Mali (Buda Musique), Espagne, Portugal (Iris), Madagascar (Frémeaux & Associés).
| Titre                                                  | Année | Éditeur              |
| ------------------------------------------------------ | ----- | -------------------- |
| La route musicale de la Soie                           | 2004  | Accords Croisés      |
| Fado : Lisboa-Coimbra, 1926-1931                       | 1998  | Frémeaux et associés |
| Madagascar : Musiques de la cote et des hauts plateaux | 1997  | Frémeaux et associés |
| Musique traditionnelle de Corée                        | 1997  | Buda Musique         |

### Manifestations

#### Conseil artistique
- Conseiller scientifique pour le court-métrage L’école nomade, La Gaptière (2008)[21].
- Conseiller artistique de la tournée Les esprits écoutent. Musique et chamanisme en Sibérie : Présente trente et un musiciens issus de dix-sept peuples autochtones au Musée du Quai Branly à Paris[22] et au Quartz à Brest (2007).
- Conseiller technique pour le film Nûba d’or et de lumière d'Izza Génini, Maroc, Ohra (2007).
- Conseiller musical des films : L'Arche et les Déluges, Les Survivants de la Préhistoire, Les Marins perdus, L’Idole.
- Organisateur pour la Mairie de Paris de l'exposition Écouter-Voir les Musiques Africaines : Concerts et numéro spécial de la revue Écouter-Voir numéro 4 (1990).

#### Chargé de cours en ethnomusicologie
- Consultant pour le Musical Instruments Museum de Phoenix, Arizona (2012).
- Ateliers d'ethnomusicologie à Genève, Neuchâtel et Besançon (2007)[23].
- Paris IV - Sorbonne (1996).
- Université d'Évry (1995).
- Université Blaise-Pascal de Clermont-Ferrand (1994).
- Communications à des colloques à Berlin, Bonn, Corte, Genève, Khanty-Mansiïsk, La Rochelle, Paris et Tanger.

### Production
Henri Lecomte a réalisé des films documentaires à la Télévision scolaire, ORTF, AUDECAM en Algérie ainsi que des sujets sur la musique arabe (Mounir Bachir, Fawzi Sayeb pour l'émission Mosaïque sur FR 3 (1973 - 1974).
Il a produit l'émission hebdomadaire La Mémoire vive sur France Musique, consacrée aux musiques traditionnelles (1988 - 1989).